# Billy Ray Bates
Billy Ray Bates (Kosciusko, 31 maggio 1956) è un ex cestista e allenatore di pallacanestro statunitense, professionista nella NBA e nelle Filippine.

## Carriera
Venne selezionato dagli Houston Rockets al terzo giro del Draft NBA 1978 (47ª scelta assoluta).

## Palmarès
- CBA Rookie of the Year (1979)
- All-CBA First Team (1980)
- All-CBA Second Team (1979)